# Esmeralda polita
Esmeralda polita är en skalbaggsart som först beskrevs av Lúcia Maria de Campos Fragoso och Monné 1988.  Esmeralda polita ingår i släktet Esmeralda och familjen långhorningar. Inga underarter finns listade i Catalogue of Life.